# کاپائو دو سیپو
کاپائو دو سیپو (به پرتغالی: Capão do Cipó) یک منطقهٔ مسکونی در برزیل است که در ریو گرانده جنوبی واقع شده‌است. کاپائو دو سیپو ۱٬۱۲۰٫۸۷ کیلومتر مربع مساحت و ۳٬۶۹۹ نفر جمعیت دارد.